# Miasteczko Śląskie
Miasteczko Śląskie é um município da Polônia, na voivodia da Silésia e no condado de Tarnowskie Góry. Estende-se por uma área de 67,83 km², com 7 449 habitantes, segundo os censos de 2019, com uma densidade de 110 hab/km².